# Glaphyra shibatai
Glaphyra shibatai là một loài bọ cánh cứng trong họ Cerambycidae.